# 太和华侨管理区
太和华侨管理区是中国云南省大理白族自治州宾川县曾经下辖的一个管理区。至2010年并入金牛镇前，管理区总面积5.8平方千米，辖15个生产队，全区有1,172户、2,477人，少数民族占总人口的12.42%，归侨651人、侨眷678人，占总人口的53.4%。

## 历史

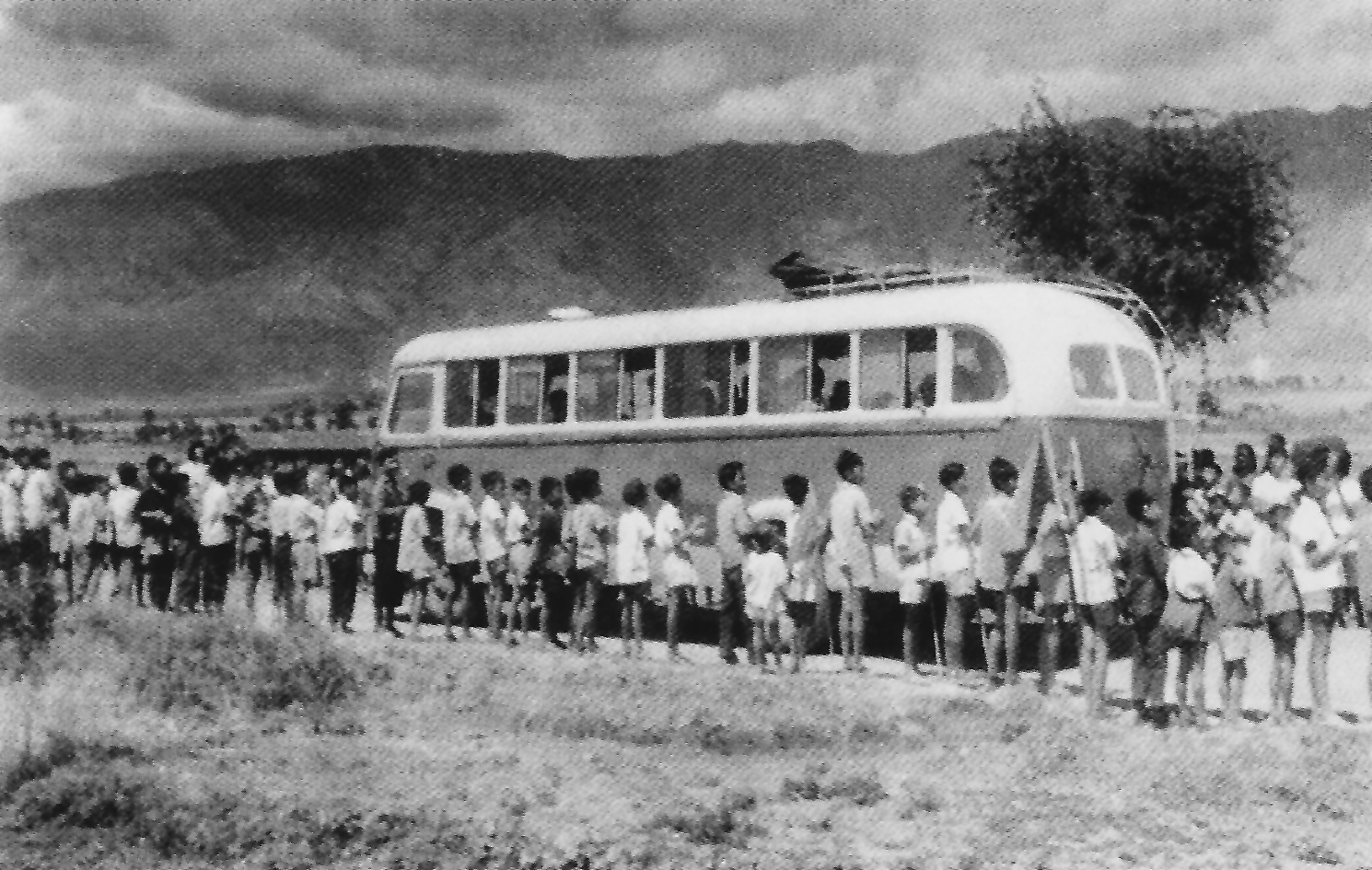
太和华侨农场迎接印度归国华侨，1963年6月

1958年初，在此地建立国营太和农场，由云南省农垦局主管，安置省、州机关下放干部。1958年12月，宾川机械农场并入，为太和农场宾居作业区。1960年10月，为安置印尼归侨，太和农场改建为太和华侨农场，由中侨委领导，委托省侨务处管理。1962年，宾居作业区划出，建立宾居华侨农场。1970年，太和华侨农场改为云南生产建设兵团独立三团一营，1974年12月兵团撤销后恢复太和华侨农场，由省农垦总局主管，1978年7月划归省侨办主管，为县处级。1989年1月移交宾川县人民政府领导，为乡镇级。
太和华侨农场于1960年至1961年安置印尼归侨1,500人，1963年安置印度难侨320人，1965年至1969年安置缅甸归侨112人，1978年至1979年安置越南难侨1,729人，此外还安置了少量马来西亚、柬埔寨、新加坡归侨。
2009年3月20日，国营太和华侨农场改制为宾川县人民政府太和华侨管理区。2010年12月3日，撤销太和华侨管理区，并入金牛镇，改制为柳家湾华侨社区，保留国营太和华侨农场牌子。

## 地理
太和华侨管理区位于宾川坝区，地势平缓，海拔1,450米。管理区东西横距4.4千米，南北纵距8.5千米，总面积5.8平方千米。

### 气候
管理区属于亚热带气候。年平均气温17.8，年平均降雨量578.3毫米，年平均日照时数2718.7小时，年平均无霜期240-250天。

## 延伸阅读
- 宾川县国营太和华侨农场场志办公室. . 内部发行.